# Baramulla
Baramulla est une ville indienne située dans le district de Baramulla dans le territoire du Jammu-et-Cachemire. En 2011, sa population était de 167 986 habitants.